# Giro d'Italia 2013
Giro d'Italia 2013 byl 96. ročník tohoto závodu. Start proběhl v Neapoli a cíl byl ve městě Brescia. Cyklisté absolvovali celkem 3 405 km ve 21. etapách. Celkovým vítězem se stal Ital Vincenzo Nibali

## Trasa závodu
| Etapa | Datum | Start/Cíl                                  | Vzdálenost | Typ etapy | Typ etapy            | Vítěz                | v růžovém        |
| ----- | ----- | ------------------------------------------ | ---------- | --------- | -------------------- | -------------------- | ---------------- |
| 1     | 4.5   | Neapol – Neapol                            | 156 km     |           | Rovinatá etapa       | Mark Cavendish       | Mark Cavendish   |
| 2     | 5.5   | Ischia – Forio                             | 17.4 km    |           | Týmová časovka       | Team Sky             | Salvatore Puccio |
| 3     | 6.5   | Sorrento – Marina di Ascea                 | 212 km     |           | Kopcovitá etapa      | Luca Paolini         | Luca Paolini     |
| 4     | 7.5   | Policastro Bussentino – Serra San Bruno    | 244 km     |           | Kopcovitá etapa      | Enrico Battaglin     | Luca Paolini     |
| 5     | 8.5   | Cosenza – Matera                           | 199 km     |           | Rovinatá etapa       | John Degenkolb       | Luca Paolini     |
| 6     | 9.5   | Mola di Bari – Margherita di Savoia        | 154 km     |           | Rovinatá etapa       | Mark Cavendish       | Luca Paolini     |
| 7     | 10.5  | San Salvo – Pescara                        | 162 km     |           | Kopcovitá etapa      | Adam Hansen          | Beñat Intxausti  |
| 8     | 11.5  | Gabicce Mare – Saltara                     | 55.5 km    |           | Individuální časovka | Alex Dowsett         | Vincenzo Nibali  |
| 9     | 12.5  | Sansepolcro – Florencie                    | 181 km     |           | Kopcovitá etapa      | Maxim Belkov         | Vincenzo Nibali  |
|       | 13.5  | Volný den                                  | Volný den  | Volný den | Volný den            | Volný den            | Volný den        |
| 10    | 14.5  | Cordenons – Altopiano del Montasio         | 167 km     |           | Horská etapa         | Rigoberto Uran       | Vincenzo Nibali  |
| 11    | 15.5  | Cave del Predil – Erto e Casso             | 184 km     |           | Kopcovitá etapa      | Ramūnas Navardauskas | Vincenzo Nibali  |
| 12    | 16.5  | Longarone – Treviso                        | 127 km     |           | Rovinatá etapa       | Mark Cavendish       | Vincenzo Nibali  |
| 13    | 17.5  | Busseto – Cherasco                         | 242 km     |           | Rovinatá etapa       | Mark Cavendish       | Vincenzo Nibali  |
| 14    | 18.5  | Cervere – Bardonecchia                     | 156 km     |           | Horská etapa         | Mauro Santambrogio   | Vincenzo Nibali  |
| 15    | 19.5  | Cesana Torinese – Col du Galibier Valloire | 150 km     |           | Horská etapa         | Giovanni Visconti    | Vincenzo Nibali  |
|       | 20.5  | Volný den                                  | Volný den  | Volný den | Volný den            | Volný den            | Volný den        |
| 16    | 21.5  | Valloire – Ivrea                           | 237 km     |           | Kopcovitá etapa      | Beñat Intxausti      | Vincenzo Nibali  |
| 17    | 22.5  | Caravaggio – Vicenza                       | 203 km     |           | Rovinatá etapa       | Giovanni Visconti    | Vincenzo Nibali  |
| 18    | 23.5  | Mori – Polsa                               | 19.4 km    |           | Individuální časovka | Vincenzo Nibali      | Vincenzo Nibali  |
| 19    | 24.5  | Ponte di Legno – Val Martello              | 138 km     |           | Horská etapa         | ETAPA BYLA ZRUŠENA   | Vincenzo Nibali  |
| 20    | 25.5  | Silandro – Tre Cime di Lavaredo            | 202 km     |           | Horská etapa         | Vincenzo Nibali      | Vincenzo Nibali  |
| 21    | 26.5  | Riese Pio X – Brescia                      | 199 km     |           | Rovinatá etapa       | Mark Cavendish       | Vincenzo Nibali  |